# Ariel Jesús
Ariel Jesús (Buenos Aires, Argentina; 6 de junio de 1974) es un exfutbolista argentino, jugaba como delantero. Actuó en Primera División, "B" Nacional, Segunda y Tercera división del Fútbol Argentino.

## Características
Es un jugador que se destaca por su velocidad, potencia y contundencia goleadora basada en su precisión al rematar. Sin poseer una habilidad superlativa, siempre necesitó del buen juego asociado del equipo y los pases en profundidad para picar al vacío.

## Trayectoria
Realizó sus inferiores en el club Nueva Chicago del barrio de Mataderos. Su debut profesional lo realizó en el club del barrio de Mataderos donde obtuvo sus mayores logros futbolísticos alcanzando el ascenso a la máxima categoría en el año 2001, siendo autor de un recordado gol contra River Plate y máximo goleador del equipo de Nueva Chicago en el Apertura 2001.
Tuvo un paso fugaz por el Club Atlético Huracán entrando como suplente en gran cantidad de encuentros.

## Clubes
Actualizado al Miércoles 22 de junio del 2011
Actualizado al Jueves 23 de junio del 2011
| Temporadas | País      | Equipo                | Partidos | Goles |
| ---------- | --------- | --------------------- | -------- | ----- |
| 1994/1999  | Argentina | Nueva Chicago         | 58       | 25    |
| 1999/2000  | Argentina | Deportivo Español     | 8        | 3     |
| 2000/2001  | Argentina | Nueva Chicago         | 18       | 9     |
| 2001/2002  | Argentina | Nueva Chicago         | 15       | 2     |
| 2003-2004  | Argentina | Huracán               | 13       | 1     |
| 2005/2006  | Argentina | Estudiantes (Caseros) | 18       | 13    |
| 2006/2007  | Argentina | Tristán Suárez        | 25       | 12    |
| 2007/2008  | Argentina | Deportivo Español     | 9        | 3     |
| 2008-2009  | Argentina | Argentino de Merlo    | 22       | 18    |
| TOTALES    | TOTALES   | TOTALES               | 186      | 86    |